# 2023年7月

## 7月1日
- 欧洲空间局成功发射歐幾里得太空望遠鏡，用于研究第二拉格朗日点的暗物质和暗能量[1][2]。

## 7月3日
- 香港警務處國家安全處宣佈懸紅100萬港元通緝袁弓夷、任建峰、郭鳳儀、郭榮鏗、許智峯、蒙兆達、劉祖廸和羅冠聰，其相关行为涉嫌违反《港区国安法》第29条下的勾结外国或者境外势力危害国家安全罪[3][4]。

## 7月4日
- 伊朗正式成为上海合作组织第九个成员国[5]。
- 以色列首都特拉维夫发生汽车冲撞行人兼持刀伤人事件，以报复以色列国防军早前对约旦河西岸杰宁难民营的入侵行动（英语：July 2023 Jenin incursion）[6]。
- 马来西亚《2023年废除强制死刑法案》签署生效，正式废除販毒、谋杀、绑架及纵火等罪名的强制死刑刑罚[7]。

## 7月5日
- 美籍华语流行女歌手李玟因忧郁症在家中割脉轻生，急救无效后逝世，享年48岁[8]。

## 7月6日
- 香港立法會三讀通過《2023年區議會修訂條例草案》，在出席的89人中，88票贊成、無人反對或棄權。這意味香港正式確認落實2023年香港區議會選舉改革方案[9]。
- 英國倫敦默頓區溫布頓一間學校发生路虎撞入事件，造成1名女童死亡、16名女童受傷。當時該間女校正在花園舉行慶祝學期結束的派對。警方初步相信事件不涉及恐怖主义[10]。

## 7月8日
- 亞洲奧林匹克理事會宣布中國黑龍江省哈爾濱市獲得2025年亚洲冬季运动会的主辦權[11]。
- 荷蘭首相馬克·呂特因為移民政策分歧，向國王威廉-亞歷山大申請辭職[12]。
- 烏克蘭國防部副部長漢娜·馬利亞爾在Telegram一則貼文承認，烏克蘭於2022年10月8日襲擊克里米亞大橋[13][14]。

## 7月9日
- 西班牙足球球星路易斯·蘇亞雷斯·米拉蒙特斯在意大利伦巴第大区米兰一家医院離世，享年88歲[15]。

## 7月10日
- 中国广东省湛江市廉江市橫山鎮一所幼儿园发生持刀伤人事件，造成6人死亡、1人受伤，其中網傳死者為1名老師、2名家長、3名學生。犯罪嫌疑人已被捕[16]。
- 乌兹别克斯坦总统沙夫卡特·米尔济约耶夫在总统选举中胜选，将开启个人第三个总统任期[17]。
- 蘇丹喀土穆州恩圖曼市達爾薩拉姆區因衝突被導彈空襲，造成22人死亡、10多人受傷[18]。
- 马来西亚前首相马哈迪·莫哈末迎来98岁生日[19]。

## 7月11日
- 掌管泰国9年的總理巴育·占奥差宣布退出政壇，且辭退统一泰国建国党黨員身份[20][21]。
- 日本九州因暴雨發生水災，造成6人死亡、3人失踪。為有史以來最大的雨季[22]。
- 泰國曼谷一座正在興建的高架大橋倒塌，造成2人死亡、10人受傷[23]。
- 巴基斯坦因暴雨發生水災，造成86人死亡、151人受傷，97處房屋被毀[24]。
- 中国甘肃省甘南州夏河縣麻当镇章子溝村發生泥石流，造成2人死亡、7人受傷、2人失蹤[25]。
- 捷克裔法國籍作家米兰·昆德拉因長期患病在法國巴黎逝世，終年94歲[26]。
- Meta新推出的應用程式Threads在5天內達到1億用戶，超越OpenAI推出的聊天機器人ChatGPT2個月的記錄[27]。
- 韓國警察在仁川逮捕47名華人，他們涉嫌抬價和走私禁藥「去痛片」[28]。

## 7月12日
- 美國佛蒙特州因聖嬰現象發生洪災，洪水破壞首府蒙彼利埃道路，總統乔·拜登宣布佛蒙特州進入紧急状态[29][30]。
- 馬南航空的一架直升機從尼泊尔卢克拉附近飛往首都加德满都時，在喜馬拉雅山區域墜毀，造成6人死亡，其中為5名墨西哥遊客、1名尼泊爾機長，遊客包括2名男性、3名女性[31]。
- 中國蓝箭航天發射全世界首個液氧甲烷火箭朱雀二號[32]。
- 伊隆·马斯克宣布成立人工智能公司xAI，进军生成式人工智慧领域[33]。
- 北約峰會在立陶宛維爾紐斯閉幕，與會者發表聯合宣言，承諾確保烏克蘭長期安全[34]。

## 7月13日
- 美國伊利諾伊州麥迪遜縣70號州際公路發生交通事故，造成3人死亡、14人受傷。當時一輛載約30人的灰狗巴士撞上3輛牽引拖車[35]。
- 联合国在苏丹西达尔富尔州找到一個裝滿87人屍體的亂葬崗[36]。
- 歐洲南部受到热浪影響，多國氣溫達到40攝氏度以上，意大利有一名工人因此死亡[37]。
- 微软指控有一些位於中國的黑客駭進至少2個美國聯邦政府網站和微软中的郵件[38]。

## 7月14日
- 泰國前進黨黨魁皮塔·林乍伦拉未能在國會當選總理[39]。
- Celsius NetworkCEO亞歷克斯·馬辛斯基（英语：Alex Mashinsky）宣布破產，需向政府監管機構支付賠償47億美元的和解金[40]。
- 美國西北部因高壓脊而受热浪（英语：2023 Western North America heat wave）侵襲，國家氣象局預測南部大部分城市將承受38和43攝氏度以上的氣溫，有些地方還會達到46攝氏度[41]。死亡谷氣溫達到50攝氏度[42]。共有1億1千萬人受熱浪覆蓋[43]。
- 由印度研制的月球探测器月船3号在萨迪什·达万航天中心发射，印度有望成为第四个在月球表面着陆的国家[44]。
- 法罗群岛港口有78頭領航鯨在雄心號遊輪的乘客面前被捕殺[45]。
- 因薪酬問題，美國演員工會宣佈與編劇工會聯合展開罷工行動（英语：2023 SAG-AFTRA strike），損失最少30億美元[46]。
- 俄羅斯下議院以386票贊成、0票反對和棄權，立法禁止俄羅斯人民做變性手術[47]。
- 印度北部因暴雨發生洪災（英语：2023 North India floods），亞穆納河的水位升到208.46米，為45年來最高，印度官方已疏散數千人。自6月底開始降雨以來，喜馬偕爾邦共造成88人死亡[48]。
- 美国纽约州萨福克县警方在马萨佩夸公园（英语：Massapequa Park, New York）抓获逃亡20多年的纽约长滩连环杀人案（英语：Gilgo Beach serial killings）嫌犯[49]。

## 7月15日
- 泰國前進黨黨魁皮塔·林乍伦拉在社交媒體表示如果仍然不能得到國會支持，會退出競選總理的職務[50]。
- 韓國因暴雨發生災害，造成41人死亡、9人失蹤，是12年來最高[51][52]。共有8,300多戶家庭無電力供應，部分鐵路運輸亦受影響[53]，總統尹錫悅乘坐直升機來視察災情[54]。
- 美國北達科他州卡斯縣法戈市發生槍擊案，造成2人死亡、2人受傷，其中死者為警員、槍手，傷者均為警員。事發時，槍手已被警察擊斃[55]。
- 烏拉圭旱季（英语：2022-2023 Uruguay drought）導致1.25百萬烏拉圭人無法喝上乾淨的飲用水[56]。
- 墨西哥哈利斯科州特拉霍穆爾科一條道路發生爆炸事件，造成6人死亡、14人受傷，其中死者為4名警察、2名平民。共摧毀4輛車。爆炸原因為一顆簡易爆炸裝置引發的。哈利斯科州州長恩里克·阿爾法羅（英语：Enrique Alfaro Ramírez）將襲擊歸咎於一個販毒集團[57]。

## 7月16日
- 美國喬治亞州亨利縣漢普頓市發生槍擊案，造成4人死亡，其中為3名男性、1名女性。一名約40歲槍手駕駛一輛黑色車輛逃走。警方懸賞1萬美元，呼籲知情人士提供線索[58]。
- 以居住正義及司法正義為訴求目標的「七月十六上凱道、公平正義救台灣」遊行在台灣台北市中正區凱達格蘭大道舉行，2024年中華民國總統選舉國民黨參選人侯友宜、民眾黨參選人柯文哲和鴻海集團創辦人郭台銘到場聲援[59]。
- 和卡洛斯·艾卡拉茲分别夺得2023年溫布頓网球锦标赛女单、男单冠军[60]。
- 墨西哥在2023年美洲金盃决赛中战胜巴拿马国家足球队，取得第9个美洲金盃冠军[61]。

## 7月17日
- 克里米亞大橋因襲擊發生爆炸，造成2人死亡、1人受傷。克里米亚共和国首脑謝爾蓋·阿克肖諾夫表示，連接克里米亞和俄羅斯的交通中斷。俄羅斯指是烏克蘭用無人艇襲擊[62][63]。
- 埃及首都開羅一座住宅大樓發生倒塌，造成13人死亡、1人受傷。事故原因是一樓業主為擴大面積，違規拆除室內部分牆身。該名業主已被安全部門逮捕[64]。

## 7月20日
- 2023年國際足協女子世界盃於奧克蘭伊甸公園球場正式開打，揭幕戰由地主隊紐西蘭對上挪威以1比0取得首戰勝利[65]。

## 7月23日
- 中国黑龙江省齐齐哈尔市龙沙区第三十四中学校体育馆屋顶发生坍塌，造成11人死亡、4人受傷。坍塌原因为体育馆旁的教学綜合楼施工時，施工商将珍珠岩堆放在该馆屋顶[66][67]。
- 由阿尔韦托·努涅斯·费霍領導的人民黨在西班牙國會選舉中取得最多席次，但未能過半[68]。
- 柬埔寨执政党人民党自行宣布在2023年柬埔寨大选取得压倒性胜利，拿下柬埔寨国会125席的120席[69]。
- 法国游泳选手莱昂·马尔尚在2023年世界游泳錦標賽上以4分2.5秒打破迈克尔·菲尔普斯在2008年北京奥运会创下的400米混合泳纪录[70]。
- 2023年环法自行车赛在法国巴黎第八区香榭丽舍大街完赛，珍宝-维斯玛车队的丹麦车手约纳斯·温格高赢得总冠军[71]。

## 7月24日
- 在反对派议员集体抵制及民众抗议下，以色列议会的执政党联盟以64比0通过司法改革方案[72]。

## 7月25日
- 第十四屆全國人大常委會決定免去秦剛的中國外交部部長職務，改由王毅再度擔任；免去易纲的中國人民銀行行長職務，改由潘功勝擔任[73]。随后习近平根据全国人大常委会的决定签署第八号主席令[74]。秦剛因此成為中國任職時間最短的外交部長，此前他未有公開露面已逾一個月，也以健康原因為由缺席一系列外交活動，但秦剛仍然留任國務委員[75]。

## 7月26日
- 尼日尔发生军事政变，总统卫队推翻总统穆罕默德·巴祖姆的政权[76]。

## 7月28日
- 2021年夏季世界大学生运动会开幕式在中国四川省成都市龙泉驿区东安湖体育公园体育场举行[77]。
- 新加坡对走私30.72克海洛因入境的45岁女毒贩莎莉迪威·迪加玛尼就地正法，为20年来首次对女性执行死刑[78]。
- 香港高等法院以與現行刑事法衝突為由，拒絕批出禁止播放反修例運動歌曲《願榮光歸香港》的臨時禁制令[79]。
- 尼日總統衛隊隊長、尼日政變領導人阿卜杜拉赫曼·查尼將軍經萨赫勒电视台發表聲明，自行就任主席，成為事實上的國家元首[80][81]。

## 7月29日
- 受台风杜苏芮影响，中国北京市降下连日暴雨，造成11人死亡、27人失踪。累计降雨量近1,000毫米，超越2012年的特大暴雨[82]。

## 7月30日
- 在日本福冈市举办的2023年世界游泳錦標賽闭幕，中国代表团赢得最多面金牌。收获第16块世锦赛个人项目金牌，成为历史第一。莱昂·马尔尚打破迈克尔·菲尔普斯保持5,110天的男子400公尺混合式纪录[83]。
- 巴基斯坦开伯尔-普什图省发生自杀式炸弹袭击事件，造成54人死亡、近200人受伤。成为巴基斯坦近年来最严重的爆炸袭击之一[84]。